# Pieni Murhijärvi
Pieni Murhijärvi är en sjö i Finland. Den ligger i kommunen Suomussalmi i landskapet Kajanaland, i den östra delen av landet, 600 km nordost om huvudstaden Helsingfors. Pieni Murhijärvi ligger 224,2 meter över havet. Den är 3,8 meter djup. Arean är 20,1 hektar och strandlinjen är 2,81 kilometer lång. Sjön  ingår i Uleälvens huvudavrinningsområde. 
I övrigt finns följande vid Pieni Murhijärvi:
- Alanteenjärvi (en sjö)
- Kivijärvi (en sjö)
- Miinankivi (en klippa)
- Murhijärvi (en sjö)